# Alen Milosevic
Alen Milosevic (* 24. Dezember 1989 in Bern) ist ein ehemaliger Schweizer Handballspieler, der zumeist als Kreisläufer eingesetzt wurde.
Der 1,91 m grosse und 117 kg schwere Rechtshänder debütierte mit dem Schweizer Verein Wacker Thun in der Nationalliga A (NLA) und im Europapokal der Pokalsieger 2006/07, wo er den Achtelfinal erreichte. Zur Saison 2007/08 wechselte er zum Ligarivalen BSV Bern Muri. Mit Bern kam er im EHF Challenge Cup 2008/09 in den Halbfinal sowie im Europapokal der Pokalsieger 2009/10 und 2011/12 bis in den Viertelfinal. Ab September 2013 lief er für den deutschen Verein SC DHfK Leipzig auf (Rückennummer 34), mit dem er 2015 in die Handball-Bundesliga aufstieg. Nach der Saison 2021/22 beendete Milosevic seine Karriere.
In der Schweizer Nationalmannschaft debütierte Milosevic (Rückennummer 14) am 28. Dezember 2007 gegen Tunesien und bestritt 60 Länderspiele, in denen er 124 Tore erzielte. Mit den Eidgenossen nahm er an der Weltmeisterschaft 2021 (16. Platz) teil.